# Semantic Scholar
Semantic Scholar és un motor de cerca recolzat per un sistema de intel·ligència artificial dedicat a treballar amb publicacions acadèmiques. Desenvolupat a l'Allen Institute for Artificial Intelligence, es va llançar al públic el novembre de 2015.Utilitza avenços recents en el processament del llenguatge natural per proporcionar resums d'articles acadèmics.

## Tecnologia
Semantic Scholar està concebut per proporcionar resums en una sola frase d'articles científics. Un dels seus objectius era abordar el desafiament de llegir nombrosos títols i extensos resums en dispositius mòbils. També busca assegurar que els tres milions d'articles científics publicats anualment arribin als lectors, ja que s'estima que només la meitat d'aquesta literatura es llegeix alguna vegada.
La intel·ligència artificial s'utilitza per captar l'essència d'un article mitjançant una tècnica "abstractiva". i visió artificial per afegir un factor d'anàlisi semàntica als mètodes tradicionals de anàlisi de cites, podent alhora extreure figures, entitats i aspectes rellevants dels articles.

En comparació amb Google Acadèmic i PubMed, Semantic Scholar està dissenyat per destacar els articles més importants i influents i identificar les connexions entre ells. A cada article allotjat per Semantic Scholar se li assigna un identificador únic anomenat Semantic Scholar Corpus ID (o S2CID per abreujar).
Al gener de 2018, després d'un projecte de 2017 que va afegir articles i resums de temes biomèdics, el corpus de Semantic Scholar incloïa més de 40 milions d'articles sobre ciències de la computació i biomedicina. Al març de 2018, Doug Raymond, que va desenvolupar les iniciatives de aprenentatge automàtic per a la plataforma Amazon Alexa, va ser contractat per liderar el projecte Semantic Scholar. A l'agost del 2019, la quantitat d'articles inclosos havia augmentat a més de 173 milions després de l'addició dels registres de Microsoft Academic.
El 2020, els usuaris de Semantic Scholar van assolir els set milions al mes.